# Айкард (Північна Кароліна)
Айкард (англ. Icard) — переписна місцевість (CDP) в США, в окрузі Берк штату Північна Кароліна. Населення — 2452 особи (2020).

## Географія
Айкард розташований за координатами 35°43′32″ пн. ш. 81°27′30″ зх. д. / 35.72556° пн. ш. 81.45833° зх. д. (35.725470, -81.458469).  За даними Бюро перепису населення США в 2010 році переписна місцевість мала площу 9,93 км², з яких 9,91 км² — суходіл та 0,02 км² — водойми.

## Демографія
Згідно з переписом 2010 року, у переписній місцевості мешкали 2664 особи в 1057 домогосподарствах у складі 729 родин. Густота населення становила 268 осіб/км².  Було 1211 помешкання (122/км²).
Расовий склад населення:
| - 93,0 % — білих - 2,7 % — азіатів - 0,5 % — чорних або афроамериканців - 3,1 % — осіб інших рас |

До двох чи більше рас належало 0,6 %. Частка іспаномовних становила 4,0 % від усіх жителів.
За віковим діапазоном населення розподілялося таким чином: 21,5 % — особи молодші 18 років, 61,3 % — особи у віці 18—64 років, 17,2 % — особи у віці 65 років та старші. Медіана віку мешканця становила 42,1 року. На 100 осіб жіночої статі у переписній місцевості припадало 95,3 чоловіків;  на 100 жінок у віці від 18 років та старших — 94,2 чоловіків також старших 18 років.
Середній дохід на одне домашнє господарство  становив 41 104 долари США (медіана — 31 167), а середній дохід на одну сім'ю — 49 919 доларів (медіана — 43 846). За межею бідності перебувало 19,2 % осіб, у тому числі 29,7 % дітей у віці до 18 років та 4,1 % осіб у віці 65 років та старших.
Цивільне працевлаштоване населення становило 1394 особи. Основні галузі зайнятості: виробництво — 25,0 %, мистецтво, розваги та відпочинок — 15,6 %, науковці, спеціалісти, менеджери — 13,9 %, освіта, охорона здоров'я та соціальна допомога — 12,7 %.